# Meagan Holder
Meagan Holder (Los Angeles, 3 ottobre 1984) è un'attrice statunitense.

## Filmografia

### Televisione
- 90210 - serie TV, 1 episodio (2009)
- A tutto ritmo (Shake It Up) - serie TV, 1 episodio (2011)
- Make It or Break It - Giovani campionesse (Make It or Break It) - serie TV, 4 episodi (2011)
- NCIS: Los Angeles - serie TV, 1 episodio (2011)
- Ringer - serie TV, 6 episodi (2012)
- Victorious - serie TV, 1 episodio (2012)
- Criminal Minds - serie TV, 1 episodio (2013)
- Monarch - La musica è un affare di famiglia (Monarch) – serie TV, 11 episodi (2022)

## Doppiatrici italiane
Nelle versioni in italiano delle opere in cui ha recitato, Meagan Holder è stata doppiata da:
- Monica Bertolotti in Make It or Break It - Giovani campionesse
- Daniela Abbruzzese in Pitch
- Maria Letizia Scifoni in Magnum P.I.
- Eleonora Reti in Monarch - La musica è un affare di famiglia